# Edricus
Edricus es un género de arañas araneomorfas de la familia Araneidae. Se encuentra desde México a Sudamérica.

## Lista de especies
Según The World Spider Catalog 12.0:
- Edricus productus O. Pickard-Cambridge, 1896
- Edricus spiniger O. Pickard-Cambridge, 1890